# Leptoclinides duminus
Leptoclinides duminus är en sjöpungsart som beskrevs av C.S. Millar 1982. Leptoclinides duminus ingår i släktet Leptoclinides och familjen Didemnidae. Inga underarter finns listade i Catalogue of Life.